# Cecilia Verzellina
Cecilia Verzellina, död 6 mars 1660, var en italiensk giftmördare.  Hon figurerade i den berömda Spanaprocessen.
När Giovanna De Grandis greps 31 januari 1659 och började namnge personer som sålt eller köpt gift i Rom, tillhörde hon en av de personer Grandis angav för att ha köpt gift med avsikt att begå mord.
Grandis uppgav att Cecilia Verzellina, en änka och fembarnsmor i fyrtiofemårsåldern, hade besökt henne 1658. Hon hade förklarat att hon var orolig för att hennes dotter Teresa Verzellina var i fara att mördas av sin svartsjuka make. Hennes dotter uppvaktades av greve Antonio Leonardi, och hon fruktade att dottern skulle mördas av sin svartsjuka make, färgaren Giovanni Pietro Beltrammi, då han släpptes ut ur gäldfängelset, där han satt just då, särskilt som dennas svärmor spionerade på henne. Hon bad sedan om att få köpa ett gift som kunde göra att dottern blev kvitt sin make. Giovanna De Grandis hade sålt aqua tofana till henne. En tid senare fick hon veta att Teresa hade blivit änka, och Cecilia hade uppgett för henne att Teresa hade förgiftat sin make. 
En arresteringsorder utfärdades efter Cecilia Verzellina, som flydde från Rom; hennes dotter Teresa greps dock 11 februari. 12 september 1659 dömdes Cecilia Verzellina till döden in absentia. 17 oktober greps hon i Neapel och fördes till Rom. Den 20 oktober erkände hon sin skuld. Hon uppgav att hon hade lurat sin dotter att ovetande förgifta svärsonen. Hennes dotter Teresa Verzellina, som sedan hon blev änka arbetade som prostituerad, blev också gripen och förhörd. Hon hävdade sig vara ovetande om att vätskan hon givit sin make var gift, och stödde därmed sin mors version. Hon erkände att hon kände Giovanna De Grandis, men det framkom att denna helt enkelt fungerade som hennes hallick och presenterade henne för kunder inom adeln och prästerskapet. 
Cecilia Verzellina var den sista av personen av sex som dömdes till döden av det fyrtiotal som figurerade i Spanaprocessen. Hon var även den enda kund som avrättades, medan de övriga avrättade var giftförsäljare. Hon hängdes 6 mars 1660. Hennes dotter tvingades åse sin mors avrättning, varefter hon blev piskad och förvisad. 